# Qiaorun
Qiaorun (kinesiska: 桥润街道, 桥润) är en socken i Kina. Den ligger i provinsen Shandong, i den östra delen av landet, omkring 120 kilometer sydväst om provinshuvudstaden Jinan.
Genomsnittlig årsnederbörd är 671 millimeter. Den regnigaste månaden är juli, med i genomsnitt 215 mm nederbörd, och den torraste är januari, med 4 mm nederbörd.